# Jim Konstanty
Casimir Jim Konstanty (né le 2 mars 1917 à Strykersville, New York, États-Unis et mort le 11 juin 1976 à Oneonta, New York, États-Unis) est un lanceur de relève droitier qui joue dans les Ligues majeures de baseball pendant 11 saisons qui s'étalent de 1944 à 1956. 
Surtout connu pour ses 7 années chez les Phillies de Philadelphie, avec qui il s'aligne de 1948 à 1954, Jim Konstanty devient en 1950 le premier lanceur de relève, et le seul à ce jour, à avoir remporté le prix du joueur par excellence de la saison dans la Ligue nationale.

## Carrière
Après avoir joué ses 20 premiers matchs dans le baseball majeur avec les Reds de Cincinnati en 1944 puis avoir disputé 10 parties pour les Braves de Boston en 1946, Jim Konstanty s'aligne surtout de 1946 à 1948 avec les Maple Leafs de Toronto, un club de baseball mineur de la Ligue internationale. Il apparaît en fin de saison 1948 dans 6 parties des Phillies de Philadelphie avant d'intégrer à temps plein le personnel de lanceurs de relève de cette équipe la saison suivante.

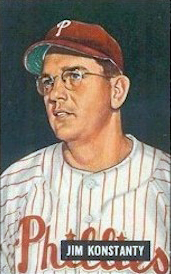
Jim Konstanty en 1951.

Konstanty est célèbre pour sa saison 1950 avec les Phillies. Cette année-là, le droitier de 33 ans mène tous les lanceurs des majeures avec 22 sauvetages et 74 parties lancées. Les releveurs accumulant beaucoup plus de manches lancées à cette époque, il en travaille 152 et maintient une moyenne de points mérités de 2,66. Invité au match des étoiles de mi-saison, Konstanty termine la campagne avec 16 victoires contre 6 défaites. Il aide les Phillies à remporter le titre de la Ligue nationale et, pour la seule fois de l'année, est employé comme lanceur partant à l'occasion du premier match de la Série mondiale 1950 au Shibe Park de Philadelphie. Konstanty n'accorde qu'un point sur 4 coups sûrs en 8 manches lancées, mais encaisse la défaite : son adversaire, Vic Raschi, lance un match complet et n'accorde que deux coups sûrs dans la victoire de 1-0, la première de quatre en quatre matchs, des Yankees de New York. Le droitier des Phillies ajoute deux présences en relève dans cette Série mondiale, qu'il complète avec une moyenne de points mérités de 2,40 en 15 manches lancées. 
La saison 1950 terminée, Jim Konstanty remporte le prix du joueur par excellence de la Ligue nationale. À cette époque, le trophée Cy Young aujourd'hui remis chaque année au meilleur lanceur n'existe pas encore. Il est donc moins rare de voir un lanceur être nommé joueur de l'année, mais Konstanty est le premier releveur et, en date de 2014, le seul de l'histoire à avoir reçu cet honneur dans la Ligue nationale. Les releveurs Rollie Fingers en 1981, Willie Hernández en 1984 et Dennis Eckersley en 1992 l'ont éventuellement gagné dans la Ligue américaine. 
Il est aussi nommé sportif masculin de l'année par Associated Press en 1950.
Réclamé par les Yankees en cours de saison 1954, Konstanty évolue avec ce club jusqu'au début de la saison 1956, où il partage l'année entre New York et les Cardinals de Saint-Louis.
Jim Konstanty a joué 433 matchs, dont 397 comme lanceur de relève et 36 comme partants, en 11 ans dans le baseball majeur. Sa moyenne de points mérités en carrière s'élève à 3,46 en 945 manches et deux tiers lancées. Il a remporté 66 victoires, encaissé 48 défaites, réalisé 76 sauvetages et réussi 268 retraits sur des prises. Comme partant, il a lancé 14 matchs complets, dont deux blanchissages.
Konstanty, père d'une fille et d'un fils, s'éteint le 11 juin 1976 à l'âge de 59 ans, à la suite d'une maladie dont la nature n'est pas spécifiée.